# Finančna straža (FLRJ)
Finančna straža je bilo ime finančne straže, ki je na področju carinskega, trošarinskega in monopolnega nadzora ter opravljanja izvršb v Federativni ljudski republiki Jugoslaviji (FLRJ)od leta 1945 do 1946. Ta služba je pomagala tudi pri menjavi okupacijskega denarja v dinarje.
NKOJ je konec leta 1944 v organizaciji jugoslovanske finančne uprave predvidel tudi delovanje Finančne straže.  Poleti 1945 se je oblast v Beogradu nato odločila, da iz vrst nekdanje Finančne kontrole organizira svojo Finančno stražo znotraj finančnega področja. Opravila finančne straže so se že takoj po koncu drugi svetovni vojni nadaljevala tudi v jugoslovanski carinski službi.
Leta 1946 je Finančna straža na Slovenskem prešla v sestavo Ministrstva za notranje zadeve in se je preimenovala v Finančno narodno milico, nato pa je prešla v sestavo redne milice. 01.08.1946 je večji del finančnih stražarjev ponovno prešel pod finančno ministrstvo v službo Finančne straže, deloma pa je finančno-stražniške naloge poslej opravljala tudi redna milica. Poleti 1947 je bila Finančna straža razpuščena- uslužbenci pa so prešli  v davčno službo ali v jugoslovansko carinsko službo, kjer so stražniki dobili naziv »carinski stražnik«. Carinski stražniki so nosili temnejše uniforme »partizanskega« tipa. Toda že jeseni 1948 so jugoslovanske oblasti finančno stražo odpravile tudi po imenu – carinski stražniki so tedaj postali »carinski pomočniki«. Ostanki nekdanje službe finančne straže so bili poslej razkropljeni znotraj carinske službe, milice in davčnih oblasti. 